# Селкирк-рекс
Селкирк-рекс (англ. Selkirk Rex) — порода кошек, которая появилась в США в 1987 году.
Это одна из самых молодых пород. В становлении породы принимали участие персы, экзоты и британцы. Официально признана только в 1992 году, в России появилась в конце 1990-х годов. Порода несёт ген кудрявой шерсти. Кошки бывают как длинношёрстными, так и короткошёрстными. Окрас может быть любого вида и цвета, предпочтительные ясные, четко выраженные цвета. TICA допускает наличие белых медальонов. В помёте некоторые котята рождаются с не кудрявой шерстью, и кудрявой шерстью, также возможно рождение гомозиготных котят (унаследовавших ген кудрявой шерсти от обоих родителей). Кота или кошку с кудрявой шерстью обычно скрещивали с персами, экзотами или британцами, так как порода находится в стадии становления. С 2015 селкирк-рексов можно скрещивать только с селкирками, порода стала закрытой для прилива кровей других пород.

## История породы
Селкирк-рексы — кошки, которые ведут свою историю от котенка по кличке Мисс де Песто. Она родилась в 1987 году в Монтане у бездомной кошки бело-голубого окраса. По словам очевидцев, его отличала «очень необычная» шерсть. Отличительными характеристиками Мисс де Песто были кудрявые вибриссы и шерсть на ушах, растущая с заломами. Джерри Ньюман, заводчик персов, предположил, что у котенка проявилась новая мутация на основе того же гена, что и у других кошек видов «рекс». Он скрестил Мисс де Песто с черным персом, и трое котят из помета от этой вязки оказались курчавыми. Впервые порода была признана международной ассоциацией TICA.
Ген кудрявой шерсти у селкирк рексов — доминантный, поэтому прямошёрстные потомки, рождённые от кудрявых родителей, не несут гена кудрявости. Кудрявые котята от таких потомков могут родиться при одном условии: второй партнёр должен быть кудрявым. Сейчас кошек с прямой шерстью постепенно исключают из разведения. 
Гомозиготные селкирки — наследуют ген кудрявости от обоих родителей. При вязке гомозиготного селкирка с прямошёрстным партнёром абсолютно все котята будут рождаться кудрявыми.
На данный момент порода признана ACF, WCF, CFA, TICA, ACFA.

## Стандарт породы
Стандарт этой породы по версиям различных кошачьих федераций может заметно отличаться. Это связано с тем, что кошки появились в результате спонтанной мутации и при дальнейшем разведении появлялись разнотипные кошки, хоть и имеющие в себе один и тот же ген.
Ниже для сравнения представлены стандарты породы  Селкирк рекс двух фелинологических федераций.

### Стандарт породы по версии федерации WCF[3]
Тело: Кошка от среднего до крупного размера, мускулистая и компактная. Грудь, плечи и спина широкие и массивные. Шея кроткая и крепкая. Ноги средней длины, мощные, на толстых и круглых лапах. Хвост средней длины, толстый с закругленным кончиком. 
Голова: круглая, массивная, широкий череп с крепким подбородком. Нос короткий, широкий, прямой. Профиль с заметным переходом. Щеки полные и хорошо выражены. 
Уши: средней величины, широкие в основании, широко посажены, с легко закругленными концами. 
Глаза: большие и круглые, широко поставлены. Цвет глаз гармонирует с окрасом. 
Шерсть:
КШ — короткая, плюшевая, двойная с отличным подшерстком и выраженными волнами.
ДШ — средней длины, мягкая, с отличным подшерстком и свободно ниспадающими локонами. Особенно выражены кудри на воротнике и штанишках. Разрешены все окрасы

### Стандарт породы по версии федерации СFA[4]
Общее описание: Порода Селкирк Рекс — это результат спонтанной доминантной мутации. Покровные, остевые волосы и подшерсток слегка вьющиеся и мягкие на ощупь. Кошка размера от среднего до крупного с мощным сильным костным строением, излучающая физическую силу. Кошки несколько меньше котов, но не изящные. Селкирк Рекс — это очень ласковая и привлекательная кошка с добронравным и уравновешенным характером. 
Голова: Круглый, широкий череп с ярко выраженными щеками. Голова круглая без плоских участков. Мордочка: средней ширины, округлая, подушечки усов хорошо развиты и придают мордочке немного прямоугольный вид. Длина мордочки — половина ее ширины. В профиль заметна мордочка, а также изгиб щек. Подбородок, кончик носа и верхняя губа лежат на одной линии. В профиль заметен стоп. Нос несколько изгибается, спинка носа находится ниже линии глаз. Подбородок сильный, хорошо развит, в пропорции к голове. Усы и брови вьющиеся. 
Уши: Среднего размера, широкие в основании, широко посажены. Должны вписываться в круглый контур головы. Шерсть внутри ушных раковин вьется. 
Глаза: Большие, круглые, широко поставленные. Цвет: от желтого до медного, зеленые, голубые (у ванов, колорпойнтов и белых). Белые животные также могут быть разноглазыми. Цвет глаз должен гармонировать с окрасом шерсти. 
Тело: От среднего до крупного размера, гармоничное, прямоугольное, но не длинное. Плечи и бедра примерно равны по ширине. 
Ноги: От средних до больших размеров. Крепкие, в пропорции к телу. Лапы: Большие, круглые и мощные. 
Хвост: Средней длины, в пропорции к телу, толстый в основании, на конце закругленный. 
Шерсть: Две вариации — длинная и короткая. Различия между вариациями особенно заметны по хвосту и воротнику. КШ вариация: шерсть на хвосте такой же длины, как и по телу (примерно 1-2 см), завитки по хвосту «плюшевые», компактно лежат по длине хвоста. Шерсть на воротнике такой же длины, как и по корпусу. ДШ вариация: завитки шерсти на хвосте «как перья», не прилегают к коже. Шерсть воротника длиннее шерсти по телу, она «обрамляет» мордочку. Волнистость шерсти меняется в зависимости от климата, времени года и гормонального состояния животного, в частности у кошек. Котята рождаются с вьющейся шерстью. Завитки потом пропадают, но затем появляются к 8-10 месяцам. Шерстный покров развивается до двухлетнего возраста. КШ вариация: Текстура шерсти мягкая, плюшевая, плотная с заметными завитками. Плотность: шерсть густая, без «залысин» или мест с тонкой, разреженной шерстью. Шерсть «отстает» от тела, не должна производить впечатление тонкой или плотно прилегающей. Завитки: беспорядочно закрученная шерсть образует отдельные завитки. Форма завитков больше похожа на комочки, чем на сформированные «волны». Несмотря на то, что форма завитков зависит от длины шерсти, пола животного, возраста, вся шерсть должна показывать эффект гена рексовости. Допущения делаются для молодых животных и котят. ДШ вариация: Текстура шерсти мягкая, плотная с заметными завитками. На вид не создает ощущения плюшевой, как у КШ. Не должна быть тонкой. Шерсть «отстает» от тела, на вид и на ощупь тоньше, чем плюшевая, но не должна плотно прилегать. Завитки: беспорядочно закрученная шерсть образует отдельные завитки. Форма завитков больше похожа на комочки, колечки, чем на сформированные «волны». Несмотря на то, что форма завитков зависит от длины шерсти, пола животного, возраста, вся шерсть должна показывать эффект гена рексовости. Особенно завитки должны быть заметны вокруг шеи, на хвосте и животе. Допущения делаются для молодых животных и котят.

### Особенности и характер
Селкирк-рекс отличается спокойным, сдержанным характером, терпелива, послушна, дружелюбна. Любит играть. Нуждается в постоянном внимании хозяина, неплохо ладит с детьми, находит общий язык с другими кошками, а также собаками. Нежная, ласковая, приятная в общении. Легко приспосабливается к жизни в обычной квартире. Не мерзнет. Адаптируется к большинству жизненных ситуаций. Продолжительность жизни — 15—20 лет.

## Другие названия породы
За период становления породы у нее было несколько названий, которые потом устарели и остались в прошлом. Вариантами названия  породы были: Селкирк Рекс, Кошка-овца, Селтик.
На данный момент за этими кошками закреплено только название селкирк рекс